# Malczyce (województwo pomorskie)
Malczyce (dodatkowa nazwa w j. kaszub. Malczëce) – kolonia w Polsce położona w województwie pomorskim, w powiecie lęborskim, w gminie Cewice przy trasie drogi wojewódzkiej nr 214, nad rzeką Okalicą i na obszarze kompleksu leśnego Puszczy Kaszubskiej.
W latach 1975–1998 miejscowość administracyjnie należała do województwa słupskiego.